# Trapèze (film)
Pour les articles homonymes, voir Trapèze (homonymie).
Pour plus de détails, voir Fiche technique et Distribution.
Trapèze (titre original : Trapeze) est un film américain réalisé par Carol Reed, sorti en 1956.

## Synopsis
Mike Ribble est contraint, après une chute, d’arrêter son métier de trapéziste. Il enseigne à Tino les secrets de son numéro de triple saut. Tino est très doué et Mike voudrait qu'il devienne l'émérite trapéziste que lui-même était avant son accident. Mike parvient à reprendre son numéro de voltige. Lola, à la recherche d'un engagement, désire ardemment se joindre à eux.

## Fiche technique
- Titre original : Trapeze
- Titre français : Trapèze
- Réalisation : Carol Reed
- Scénario : James R. Webb, Liam O'Brien (en), Ben Hecht et Wolf Mankowitz (les deux derniers non crédités), d'après le roman de Max Catto, The Killing Frost, 1950 pour l'édition anglaise et 1956 pour l'édition française (Trois trapézistes ou le disque qui tue, Éditions Robert Laffont)
- Décors : Rino Mondellini
- Costumes : Veniero Colasanti
- Photographie : Robert Krasker
- Son : Jacques Carrère, Francis J. Scheid
- Montage : Bert Bates
- Effets spéciaux : R. J. Lannan
- Conseillers techniques : Joseph Bouglione (cirque), Fay Alexander (trapézistes)
- Musique : Malcolm Arnold
- Producteurs : James Hill, Harold Hecht et Burt Lancaster (les deux derniers non crédités)
- Sociétés de production : Hill-Hecht-Lancaster Productions (États-Unis), Susan Productions (États-Unis)
- Sociétés de distribution : United Artists (Allemagne, États-Unis), Forum des images[1] (France), Compagnie rhodanienne de distribution[1] (France)
- Pays de production :  États-Unis
- Langues : anglais, italien
- Format : 35 mm — couleur par Deluxe — 2.35:1 CinemaScope — version mono et version 4 pistes stéréo (Western Electric Recording)
- Genre : comédie dramatique
- Durée : 101 minutes
- Dates de sortie :
  - États-Unis : 30 mai 1956
  - France : 28 novembre 1956
- (fr) Classification CNC : tous publics (visa d'exploitation no 17165 délivré le 17 septembre 1956)
- Affiche : André Bertrand (France)

## Distribution
- Burt Lancaster (doublure trapèze : Edward Ward) : Mike Ribble
- Tony Curtis (doublures trapèze : Fay Alexander et Jean Palacy pour le triple salto) : Tino Orsini
- Gina Lollobrigida (doublure trapéze : Maryse Begary) : Lola
- Thomas Gomez : Bouglione
- Minor Watson : John Ringling North (en)
- Katy Jurado : Rosa
- Gérard Landry : Chikki
- Jean-Pierre Kérien : Otto
- Johnny Puleo : Max, le nain
- Sid James : le charmeur de serpents
- Gamil Ratib : Stefan
- Pierre Tabard : Paul
- Gabrielle Fontan : la vieille femme
- Guy Provost : un journaliste
- Achille Zavatta : lui-même

### Voix françaises
- Claude Bertrand (Burt Lancaster)
- Jean-Claude Michel (Tony Curtis)
- Gina Lollobrigida elle-même
- Paule Emanuele (Katy Jurado)
- Jean Toulout (Thomas Gomez)
- Georges Hubert (Johnny Puleo)
- Jacques Berlioz (Minor Watson)
- Jean-Henri Chambois (Gérard Landry)
- Robert Dalban (Sid James)

## Production

### Casting
- Burt Lancaster, ayant été acrobate de cirque avant d'être acteur, exécute lui-même la plupart des numéros de trapèze. L'acrobate-conseil Edward Ward hésita d'abord à ce que l'acteur tourne les scènes dangereuses et le doubla durant les premières semaines, mais Lancaster expliqua au réalisateur Carol Reed qu'il savait comment exécuter le numéro final et c'est donc lui que l'on voit dans les dernières scènes.[réf. souhaitée]
- Fay Alexander est la doublure de Tony Curtis lors de ses numéros aériens. Mais une des figures inédites et dangereuses que l'on voit dans le film a été réalisée par le célèbre trapéziste français Jean Palacy (1930-2010). Selon le témoignage de celui-ci, il n'a jamais été crédité ni n'a bénéficié d'un seul centime pour sa prestation.[réf. souhaitée]
- Achille Zavatta, annoncé au générique en vedette américaine, n'apparaît dans le film que brièvement comme simple figurant[2] en ouverture de la parade (en 1h02). Dès le début du tournage au Cirque d'Hiver, le rôle de clown qu'il devait jouer a été remplacé par celui d'un nain. Son contrat cinématographique a été honoré en tant que conseiller technique pour les scènes de cirque[3].

### Tournage
- Intérieurs : Studios de Billancourt (Hauts-de-Seine).
- Extérieurs : Cirque d'Hiver (Paris)[4].

## Distinctions

### Récompenses
- Festival de Berlin 1956 :
  - Ours de bronze, prix du public à Carol Reed,
  - Ours d'argent, prix du meilleur acteur à Burt Lancaster.

### Nomination
- Directors Guild of America 1957 : Carol Reed nommé pour le prix de la réalisation.